# 罗特·埃米莉亚
罗特·埃米莉亚（匈牙利語：Rotter Emília，1906年9月8日—2003年1月28日），匈牙利女子花样滑冰运动员。她曾代表匈牙利参加1932年和1936年冬季奥林匹克运动会花样滑冰比赛，获得二枚铜牌。